# Hesperomecon linearis
Hesperomecon linearis là một loài thực vật có hoa trong họ Anh túc. Loài này được (Benth.) Greene mô tả khoa học đầu tiên năm 1903.